# Xenocephalus elongatus
Xenocephalus elongatus är en fiskart som först beskrevs av Temminck och Schlegel, 1843.  Xenocephalus elongatus ingår i släktet Xenocephalus och familjen Uranoscopidae. Inga underarter finns listade i Catalogue of Life.